# 1 Dywizja Piechoty Legionów (III RP)

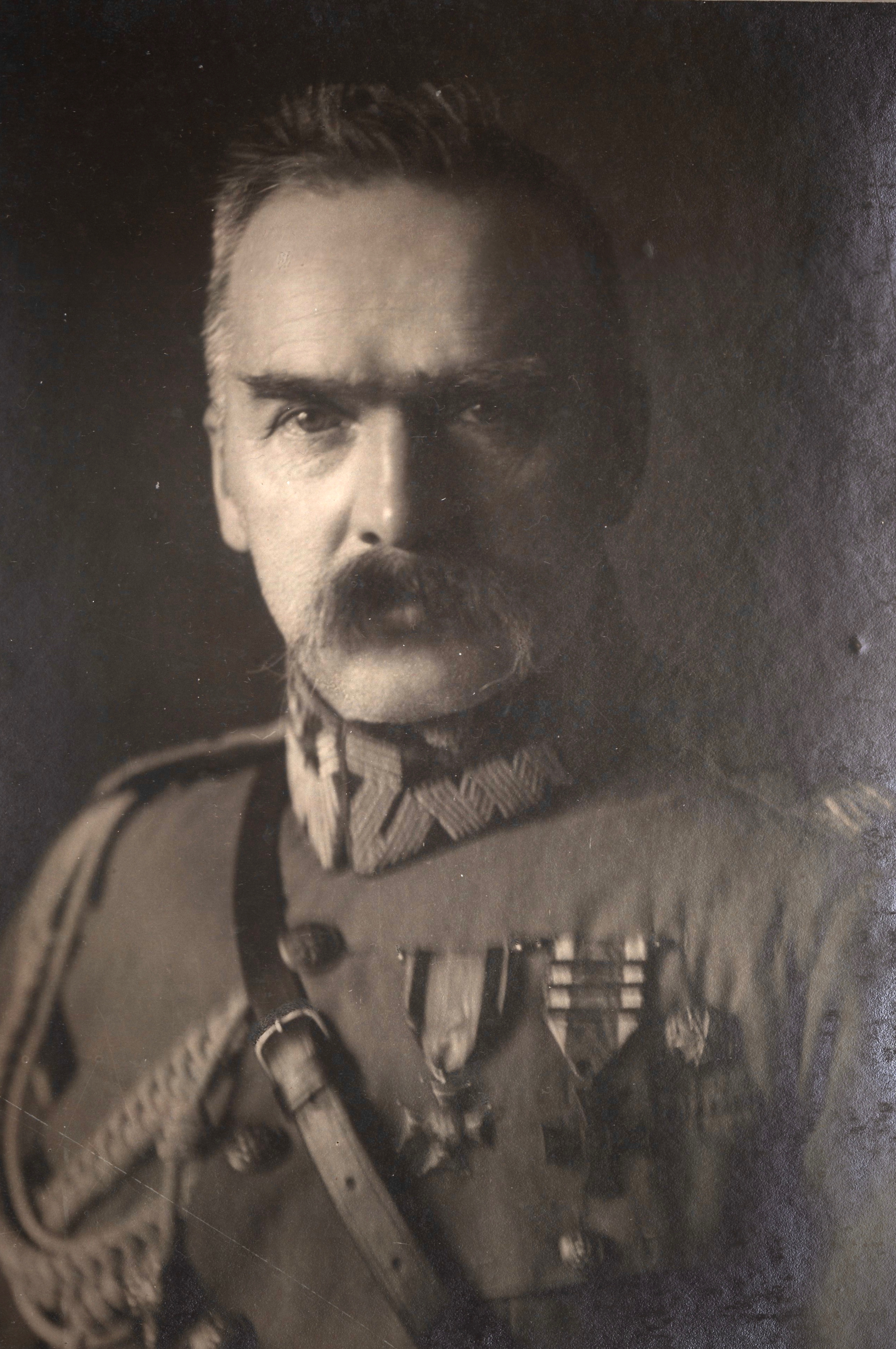
Józef Piłsudski–patron 1 DP Leg.

1 Dywizja Piechoty Legionów im. Marszałka Józefa Piłsudskiego (1 DP Leg.) – w trakcie formowania związek taktyczny Sił Zbrojnych Rzeczypospolitej Polskiej.

## Formowanie i zmiany organizacyjne
Decyzją Ministra Obrony Narodowej z września 2022 rozpoczęto formowanie 1 Dywizji Piechoty Legionów. Na pełnomocnika MON ds. jej sformowania został powołany gen. bryg. Norbert Iwanowski. 27 marca 2023 r. został przez ministra obrony narodowej Mariusza Błaszczaka wyznaczony na dowódcę nowo formowanej 1 Dywizji Piechoty Legionów w Ciechanowie.
Dowództwo i sztab będą stacjonowały w kompleksie koszarowym Ciechanowie. 1 Dywizja Piechoty Legionów powstaje między województwem warmińsko-mazurskim, na którym operuje 16 Dywizja Zmechanizowana, a województwem mazowieckim i lubelskim, na których działa 18 Dywizja Zmechanizowana. Jednostki będą zlokalizowane w miastach województwa warmińsko-mazurskiego, podlaskiego, kujawsko-pomorskiego i mazowieckiego: Wojewodzinie koło Grajewa, Łomży, Kolnie, Brodnicy, Czerwonym Borze, Chełmnie i Czartajewie koło Siemiatycz. Docelowo nowa dywizja składać się będzie z czterech brygad, a każda z nich będzie złożona z czterech batalionów. Dywizja ma liczyć ponad 30 tys. żołnierzy i będzie wyposażona w najnowocześniejszy sprzęt m.in. czołgi Abramsy, K2, armatohaubice K9, AHS Kraby oraz systemy bezzałogowe Gladius. Brygady zostaną umiejscowione w Kolnie, Grajewie, Czerwonym Borze, Brodnicy, Ślubowie oraz w Białymstoku. Jednostki wsparcia i zabezpieczenia będą zlokalizowane w Wielbarku, Chełmnie, Ostrołęce, Mławie oraz Łomży. Powstanie brygada artylerii w Iławie-Kamionka, w Suszu, dwa dywizyjne ośrodki szkolenia w Czerwonym Borze i Ślubowie oraz Taktyczne Centrum Szkolenia 1 DP Leg. w Czarnej Białostockiej. 
W roku 2024 i w 2025 powstało sześć tymczasowych obozowisk kontenerowych przeznaczanych do funkcjonowania pododdziałów zmotoryzowanych, czołgów oraz pododdziału rozpoznawczego i przeciwlotniczego z miejscem stacjonowania: Kolno, Wojewodzin, Czartajew, Białystok oraz Czerwony Bór. Od stycznia 2025 r. 2 Ośrodek Radioelektroniczny w Przasnyszu uczestniczy w procesie tworzenia jednostki dla 1 DP Leg., która będzie stacjonować w Wielbarku. Proces tworzenia 1 Dywizji Piechoty Legionów zajmie ok. 10 lat.

## Tradycje
Decyzją nr 180/MON z dnia 13 grudnia 2024 r., dywizja przejęła i z honorem kultywuje dziedzictwo tradycji:
- 1 Kompanii Kadrowej (1914),
- 1 Brygady Piechoty Legionów (1914–1920),
- 1 Dywizji Piechoty Legionów Józefa Piłsudskiego (1919–1939).

Dywizja przyjęła imię Marszałka Józefa Piłsudskiego. 
Decyzją 19/MON z dnia 19 lutego 2025 r. doroczne święto dywizji ustanowiono na dzień 21 lutego.

Insygnia 1 DPLeg.
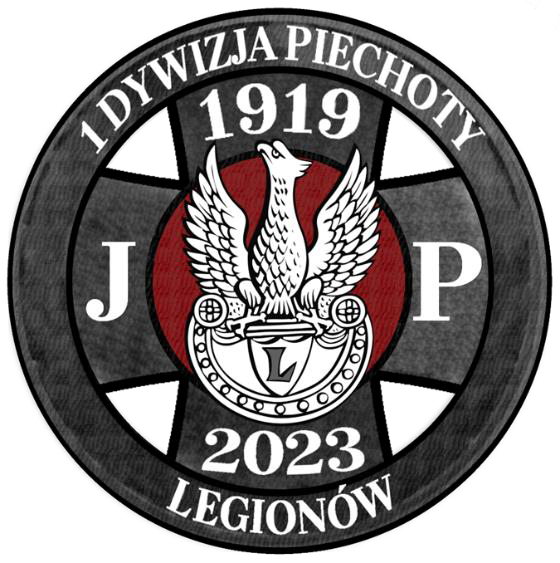
Odznaka pamiątkowa (2025)
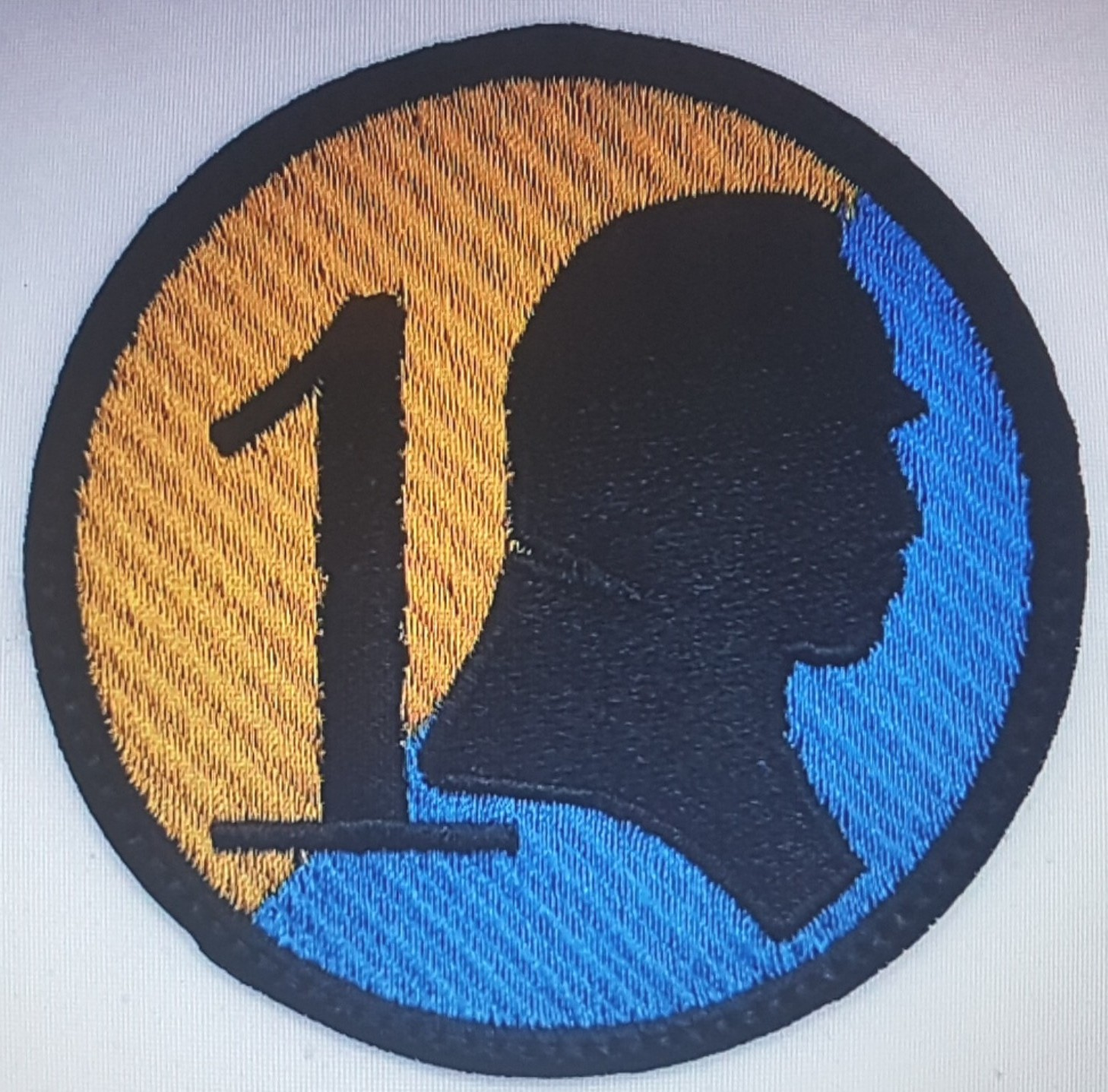
Naszywka na mundur wyjściowy /nieformalna/ (2024)
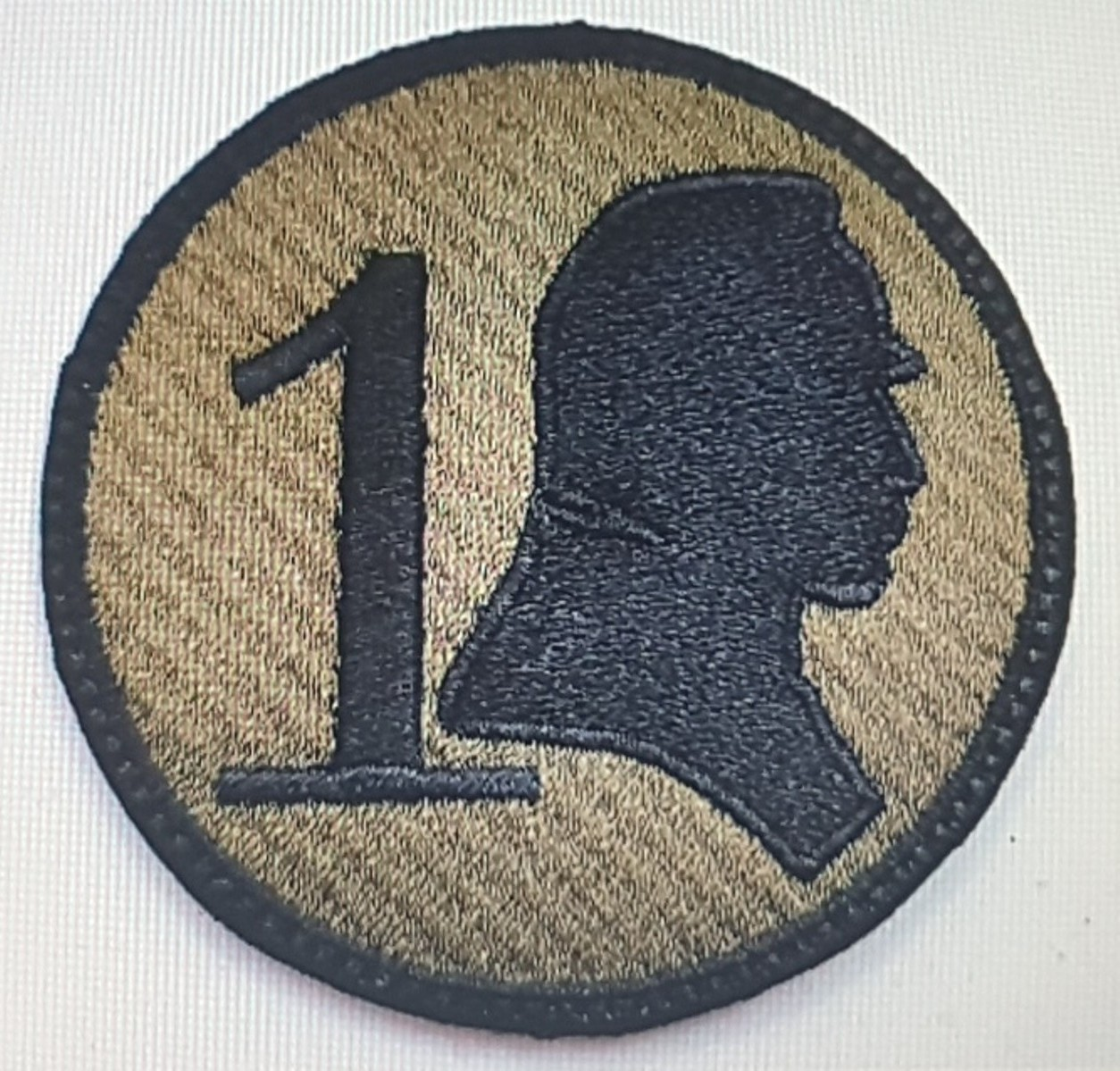
Naszywka na mundur polowy /nieformalna/ (2024)
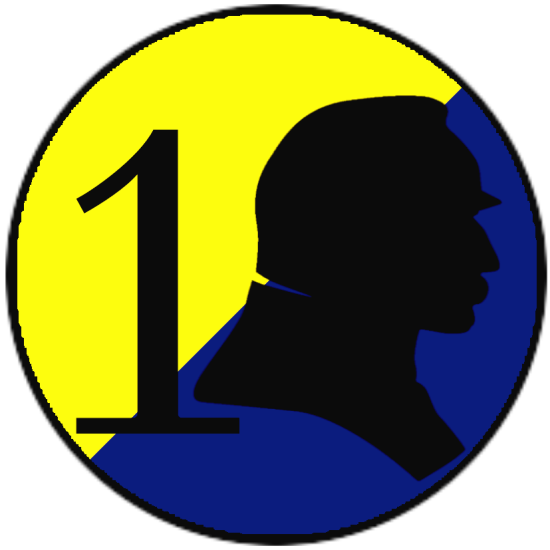
Oznaka rozpoznawcza na mundur wyjściowy (2025)
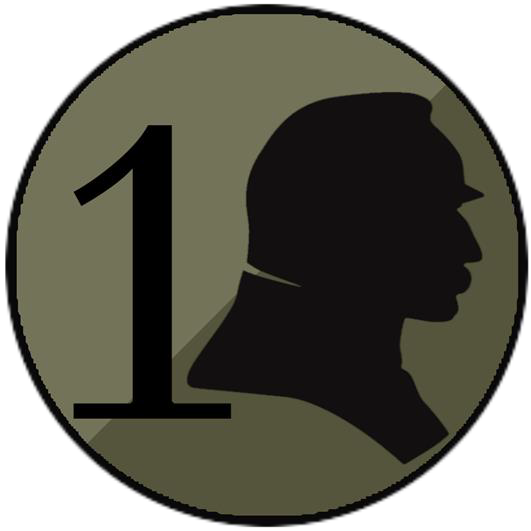
Oznaka rozpoznawcza na mundur polowy (2025)
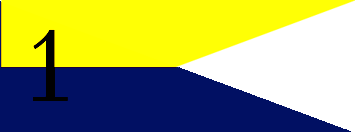
Proporczyk na beret (2025)

## Struktura organizacyjna (2023)

### Stan na rok 2023

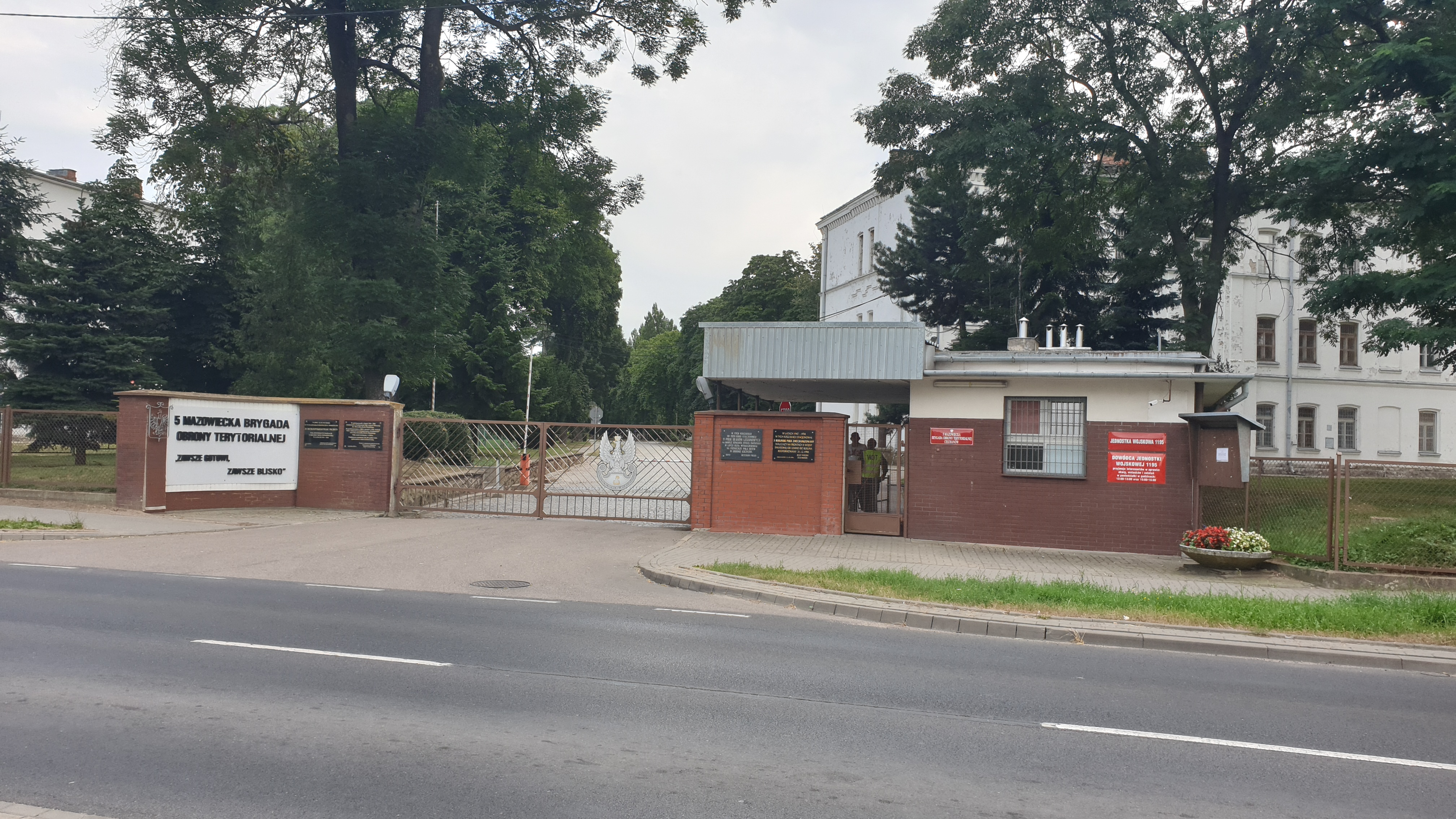
W 2023 r. w koszarach w Ciechanowie rozpoczęto formowanie 1 batalionu łączności 1 DP Leg.

- Dowództwo i sztab – Warszawa (docelowo → Ciechanów)[b]
  - 3 pułk saperów 1 DP Leg. – Chełmno[c]
  - 1 pułk przeciwpancerny 1 DP Leg. – Wielbark[d]
  - 1 batalion łączności 1 DP Leg. – (Ciechanów)[e]
  - 1 batalion rozpoznawczy 1 DP Leg. – Białystok[f]
  - 3 batalion chemiczny 1 DP Leg.[32] – Brodnica[g]
  - batalion zmotoryzowany Brygady Zmotoryzowanej 1 DP Leg. – Kolno[33][h]
  - batalion zmotoryzowany Brygady Zmotoryzowanej 1 DP Leg. – Wojewodzin koło Grajewa[i]
  - batalion czołgów Brygady Pancernej 1 DP Leg. – Czartajew[j]

### Stan na rok 2024
- Dowództwo i sztab – Warszawa (docelowo → Ciechanów)[k]
  - 1 Brygada Zmechanizowana Legionów – Karakule koło Białegostoku (w trakcie formowania)[2][37][38][39]
  - 2 Brygada Zmotoryzowana Legionów – Ełk, Wojewodzin, Kolno (w trakcie formowania)[40][41][16][42]1 DP LegionówCzerwony Bór. Sekretarz stanu Paweł Bejda i d-ca 1 DP Leg. gen. dyw. dr Norbert Iwanowski (19.04.2024)
Czerwony Bór. Gen. dyw. dr Norbert Iwanowski (2024)
Czerwony Bór. Tymczasowe obozowisko kontenerowe 1 batalionu czołgów 2 Brygady Pancernej Legionów

    - batalion dowodzenia 2 Brygady Zmotoryzowanej Leg. – Wojewodzin[43]
    - 1 batalion zmotoryzowany 2 Brygady Zmotoryzowanej Leg. – Kolno[l]
    - 2 batalion zmotoryzowany 2 Brygady Zmotoryzowanej Leg. – Wojewodzin[m]

  - Brygada Zmotoryzowana Legionów – Kolno[18]
  - 2 Brygada Pancerna Legionów – Czerwony Bór (w trakcie formowania[44])[39][45]
    - 1 batalion czołgów 2 Brygady Pancernej Leg. – Czerwony Bór[46]
    - 5 batalion czołgów 2 Brygady Pancernej Leg. – Czartajew[46][47]
    - batalion logistyczny 2 Brygady Pancernej Leg. – Łomża (docelowo → Czerwony Bór)[48]

  - Brygada Artylerii Legionów – Iława-Kamionka, Susz (w trakcie formowania)[3][21]
    - dywizjon rakiet Brygady Artylerii Legionów – Susz[2]

  - 3 pułk saperów  – Chełmno
  - 1 pułk przeciwpancerny 1 DP Leg. – Wielbark[n]
  - 1 pułk logistyczny 1 DP Leg. – (docelowo → Mława)[2][49]
    - batalion transportowy 1 pułku logistycznego 1 DP Leg.  – (docelowo → Czerwony Bór)[50][51]

  - 1 batalion łączności 1 DP Leg. – Ciechanów[45]
  - 1 batalion rozpoznawczy 1 DP Leg. – Białystok (w trakcie formowania)[52]
  - 3 batalion chemiczny 1 DP Leg. – Brodnica (w trakcie formowania)[45][32][2]
  - 1 dywizjon przeciwlotniczy 1 Pułku Przeciwlotniczego Leg. – Ostrołęka[o][2]

### Stan na rok 2025
- Dowództwo i sztab – Ciechanów[p]
  - 1 Brygada Zmechanizowana Legionów – Karakule koło Białegostoku (w trakcie formowania)[2][51]1 Dywizja Piechoty LegionówCiechanów. Siedziba dowództwa, sztabu i batalionu łączności 1 Dywizji Piechoty Legionów[q]
Kompania honorowa 2 Brygady Pancernej Legionów 1 DP Leg.  podczas uroczystości w Zambrowie (3.07.2025)[r]
Grajewo. Uroczysty Apel z okazji wręczenia Chorągwi Wojska Polskiego dla 2 Brygady Zmotoryzowanej Legionów 1 DP Leg. (18.06.2025)
Uroczysty Apel 1 DP Leg. z okazji Dnia Weterana Działań Poza Granicami Państwa (Ciechanów, 29.05.2025)
Ciechanów. Uroczysty Apel w 1 DP Leg. z okazji Dnia Weterana Działań Poza Granicami Państwa (29.05.2025)

  - 2 Brygada Zmotoryzowana Legionów – Ełk, Wojewodzin, Kolno (w trakcie formowania)[56][57][16][58]
  - Brygada Zmotoryzowana Legionów – Kolno (w trakcie formowania)[18]
  - 2 Brygada Pancerna Legionów – Czerwony Bór (w trakcie formowania[59])[51]
  - Brygada Artylerii Legionów – Iława-Kamionka, Susz (w trakcie formowania)[2][60][3][21]
  - 3 pułk saperów 1 DP Leg. – Chełmno
  - 1 pułk przeciwlotniczy 1 DP Leg. – Ostrołęka (w trakcie formowania)[s][2]
  - 1 pułk przeciwpancerny 1 DP Leg. – Wielbark (w trakcie formowania)[t]
  - 1 pułk logistyczny 1 DP Leg. – (docelowo → Mława, w trakcie formowania)[u][2]
  - 1 batalion łączności 1 DP Leg. – Ciechanów[45]
  - 1 batalion rozpoznawczy 1 DP Leg. – Białystok (w trakcie formowania)[61]
  - 3 batalion chemiczny 1 DP Leg. – Brodnica (w trakcie formowania)[v][2]

## Uzbrojenie
1 Dywizja Piechoty Legionów ma operować na wschodzie Polski, przede wszystkim w województwie podlaskim.
Żołnierze otrzymają najnowszy sprzęt, jakim dysponuje polska armia.
Docelowo podstawowe uzbrojenie dywizji będą stanowiły:
- czołg K2;
- czołg Abrams;
- armatohaubica K9;
- WR-40 Langusta;
- M120 Rak;
- wieloprowadnicowa wyrzutnia rakiet K239 Chunmoo;
- armatohaubica samobieżna (AHS) AHS Krab;
- BWP Borsuk;
- ZZKO Topaz;
- systemy bezzałogowe Gladius.

## Symbole dywizji
Sztandar
28 maja 2025 r. w Ciechanowie, w Dowództwie 1 DPLeg., odbyło się spotkanie ws. inicjatywy ufundowania sztandaru dla 1 Dywizji Piechoty Legionów im. Marszałka Józefa Piłsudskiego. Zostały wybrane osoby funkcyjne Społecznego Komitetu: przewodniczący wojewoda mazowiecki Mariusz Frankowski, zastępca wojewody podlaskiego Jacek Brzozowski, sekretarz kierownik delegatury Mazowieckiego Urzędu Wojewódzkiego w Ciechanowie Janusz Szymańczyk. Członkowie Społecznego Komitetu Fundatorów Sztandaru: wojewoda kujawsko-pomorski Michał Sztybel, wojewoda warmińsko-mazurski Radosław Król, zastępca prezydenta Ciechanowa Olga Zmurzyńska-Pabich.
Odznaka pamiątkowa
Decyzją nr 54/MON z dnia 29 kwietnia 2025 r., w Dowództwie 1 DP Leg. wprowadzono odznakę pamiątkową, oznakę rozpoznawczą oraz proporczyk na beret żołnierzy 1 Dywizji Piechoty Legionów im. Marszałka Józefa Piłsudskiego.
Odznaka pamiątkowa 1 DP Leg. ma kształt koła o średnicy 45 mm  krzyżem barwy oksydowanego srebra z wpisanym wewnątrz. W centrum krzyża, na czerwonym polu widnieje historyczny wizerunek srebrnego orła legionowego bez korony z literą „L” wpisaną w tarczę szwajcarską umieszczoną na tarczy amazonek. Na górnym ramieniu krzyża nieumieszczona jest srebrna liczba „1919” – data sformowania 1 Dywizji Piechoty Legionów Józefa Piłsudskiego, której tradycje dziedziczy 1 DPLeg. Na dolnym ramieniu krzyża znajduje się srebrna liczba „2023” – rok powstania 1 DPLeg. Na prawym i lewym ramieniu krzyża widnieją srebrne litery „J” i „P” – inicjały patrona 1 DPLeg. Na obwodzie koła umieszczono srebrny napis „1 DYWIZJA PIECHOTY LEGIONÓW”.
Motto Dywizji
„Rzeczą żołnierza jest stworzyć dla Ojczyzny piorun, co błyska, a gdy trzeba – uderzy”  J. Piłsudski

## Żołnierze dywizji
Dowódcy dywizji
- gen. dyw. dr Norbert Iwanowski (27.03.2023 – obecnie)[70][71]

Oficerowie dywizji
- płk Piotr Nawrocki
- płk dr Marcin Matczak[w]
- płk Adam Krysiak
- płk Krzysztof Kopka[x]